# Eleonora Wexler
Eleonora Wexler (Buenos Aires, 2 de abril de 1974) es una actriz argentina que se ha destacado por sus papeles protagónicos en telenovelas y unitarios. En 2009 recibió aclamación por su actuación de villana en la telenovela Valientes, por la cual recibió el premio Martín Fierro a la mejor actriz de novela y el premio Clarín a la mejor actriz de drama.

## Carrera
Eleonora Wexler comenzó a actuar a los 8 años en la obra teatral Annie, a partir de allí se mantuvo en la profesión. En la adolescencia, trabajó como hija de Luisa Kuliok en la telenovela Venganza de mujer. Siguió participando en varios éxitos televisivos, como Mesa de noticias, La banda del Golden Rocket, en donde interpretaba a Cecilia, la novia de Diego Torres, Sólo para parejas y El Garante. También actuó en el teatro, en obras como La tempestad, Hombre y superhombre (dirigido por Norma Aleandro) y La hija del aire. Regresó a la televisión en un episodio del unitario policial Mujeres asesinas titulado Rosa, soltera junto a Nicolás Pauls. Esa actuación ayudó a que en 2007 fuera convocada por Pol-ka para interpretar a la villana que marcaría su regreso a las telenovelas, luego de su retiro por su embarazo. Esta telenovela fue Son de fierro, donde interpretó a Rita, la villana que era capaz de todo para que Juan (Mariano Martínez) fuera suyo para siempre, y en la que finalmente lo mata en un desborde emocional y termina sacándose los ojos, como su castigo en la telenovela. Este personaje fue su primera villana psicópata y asesina serial, la anterior había sido en Como vos & yo pero fue una villana que se fue reformando. En el 2009 antagonizó la telenovela Valientes en donde interpretó nuevamente a una villana, Juana, obsesionada con Leo (Luciano Castro), que termina prendiéndose fuego, papel por el que obtuvo el premio Clarín espectáculos a "Mejor actriz de drama" y también el premio Martín Fierro a "Mejor actriz protagonista de telenovela".
En el programa de la señal Magazine, Ranking M, fue elegida ganadora por el público y algunos artistas entre las villanas argentinas de telenovelas. Y también por una terna de la revista Pronto, donde fue elegida por su personaje de Juana como La mejor villana/loca. En 2011 participó de Un año para recordar, producción de Sebastián Ortega, para Telefe. Allí interpretó a Micaela Méndez, una aspirante a famosa, la fiel amiga de Ana (Carla Peterson); esto marcó su regreso al género comedia. En 2012 participó en Condicionados, interpretando a Nathasha. También grabó para Telefe uno de los episodios de Historia clínica donde interpretó a Eva Perón.
En enero de 2013 protagonizó junto a Esteban Meloni, un episodio de Historias de corazón. En el 2013 protagonizó Vecinos en guerra junto con Diego Torres, Mike Amigorena, Juan Gil Navarro entre otros, para Underground, por la pantalla de Telefe. Su personaje fue "Mecha", una exdelincuente a la que, tras un robo fallido, el destino le ofrece una segunda oportunidad, le da un giro a su vida y forma una familia que ignora su pasado como ladrona. A finales del 2014 vuelve a Pol-ka y a eltrece, en la telenovela policial Noche & día, junto a Romina Gaetani y Facundo Arana. Al principio encarnaba a Martina Mendoza, una villana que secretamente es víctima de la manipulación de Guillermo Inchausti, el personaje de Oscar Martínez. La partida de Gaetani de la tira, por problemas de salud, transformó al personaje de Eleonora en protagonista y objeto de obsesión del personaje de Pablo Rago. En el 2017 protagonizó tres proyectos de Telefé: Amar, después de amar, interpretando el papel de Carolina, una ama de casa que junto a su esposo se enlazan en una amistad con la familia de los Kaplan, provocado por el cambio de colegio de sus hijos, en la que ella se enamora de Damián,  Un gallo para Esculapio, donde interpretó a Estela Benítez, y Golpe al corazón, junto a Sebastián Estevanez. En 2019 protagonizó Tu parte del trato, junto a Nicolás Cabré y Jazmín Stuart y en el 2020 la serie española La valla, como Alma López-Durán.

## Filmografía

### Cine
| Año  | Título               | Personaje                 | Director/a           |
| ---- | -------------------- | ------------------------- | -------------------- |
| 1986 | Te amo               | Mariela                   | Eduardo Calcagno     |
| 1994 | Fuego gris           | Carolina                  | Pablo César          |
| 1996 | El dedo en la llaga  | Natalia                   | Alberto Lecchi       |
| 1996 | Geisha               | Marisel                   | Eduardo Rospo        |
| 1997 | Historias breves 2   | Vera                      | Marcelo Brigante     |
| 1997 | La casa de Tourneur  |                           | Jorge Caterbone      |
| 1998 | Buenos Aires me mata | Piernitas                 | Beda Docampo Feijóo  |
| 2004 | La mina              | Juana                     | Víctor Laplace       |
| 2013 | Omisión              | Clara Aguirre             | Marcelo Páez Cubells |
| 2016 | Ataúd blanco         | Ángela                    | Daniel de la Vega    |
| 2016 | Amateur              | Laura                     | Sebastián Perillo    |
| 2018 | Pensando en él       | Victoria Ocampo           | Pablo César          |
| 2021 | Yo nena, yo princesa | Gabriela Mansilla         | Federico Palazzo     |
| 2022 | Algo incorrecto      | Rosario García Avellaneda | Susana Nieri         |
| 2022 | Ariel                | Josefina                  | Alison Murray        |
| 2024 | Historias invisibles | Graciela                  | Guillermo Navarro    |
| 2024 | Lo que quisimos ser  | Irene                     | Alejandro Agresti    |
| 2024 | Después del final    | Marita                    | Pablo César          |

### Cortometrajes
| Año  | Título                   | Personaje | Director/a         |
| ---- | ------------------------ | --------- | ------------------ |
| 1988 | Documental educacional   | Eleonora  | Carlos Galettini   |
| 1991 | Rojo                     | Mujer     | Paula Hernández    |
| 1996 | Líneas de teléfono       | Vera      | Marcelo Brigante   |
| 2003 | El murmullo de las venas | Daniela   | Sebastián D'Angelo |

## Televisión
| Año       | Título                         | Papel                                 | Notas                                                                 |
| --------- | ------------------------------ | ------------------------------------- | --------------------------------------------------------------------- |
| 1981      | Lorenza                        | Melina Campos Saavedra                |                                                                       |
| 1983-1985 | Mesa de Noticias               | Eleonora                              |                                                                       |
| 1986      | Venganza de mujer              | Soledad                               |                                                                       |
| 1987      | La cuñada                      | María "Mari" López                    |                                                                       |
| 1988      | Plomera de mi barrio           | Renata                                |                                                                       |
| 1990      | Estado civil                   | María Mercedes "Mechi"                |                                                                       |
| 1990      | Pacto de amistad               | Paula                                 |                                                                       |
| 1991-1993 | La banda del Golden Rocket     | Cecilia                               |                                                                       |
| 1993-1994 | Solo para parejas              | Martina Morales                       |                                                                       |
| 1994      | Inconquistable corazón         | Zamira                                |                                                                       |
| 1994-1995 | Alta comedia                   | Varios                                |                                                                       |
| 1995-1996 | La hermana mayor               | Fernanda                              |                                                                       |
| 1996      | Los ángeles no lloran          | Lita Paula Di Stefano                 |                                                                       |
| 1997      | El garante                     | Abril Cárdenas                        |                                                                       |
| 1998      | Fiscales                       |                                       |                                                                       |
| 1998      | La condena de Gabriel Doyle    | Bárbara                               |                                                                       |
| 1998-1999 | Como vos & yo                  | Valentina Martínez Godoy              |                                                                       |
| 2001      | Los médicos de hoy 2           | Dra. Priscila Peralta                 |                                                                       |
| 2002      | Ciudad de pobres corazones     | Gloria                                |                                                                       |
| 2002      | Infieles                       | Valeria                               | Episodio: «Algo en común»                                             |
| 2003      | Tres padres solteros           | Carla Montes                          |                                                                       |
| 2003      | Los simuladores                | Corina                                | Episodio: «La gargantilla de las 4 estaciones»                        |
| 2003      | Costumbres argentinas          | Cecilia                               |                                                                       |
| 2005      | Amor en custodia               | Ángeles Carrizo                       |                                                                       |
| 2006      | Amas de casa desesperadas      | Aldana Mitre                          |                                                                       |
| 2006      | Mujeres asesinas               | Rosa                                  | Episodio: «Rosa, soltera»                                             |
| 2007-2008 | Son de Fierro                  | Rita                                  |                                                                       |
| 2008      | Vidas robadas                  | Daniela Durán                         |                                                                       |
| 2009-2010 | Valientes                      | Juana Gómez Acuña                     |                                                                       |
| 2010-2011 | Un año para recordar           | Micaela Méndez                        |                                                                       |
| 2011      | El hombre de tu vida           | Julieta Velado                        |                                                                       |
| 2011      | Maltratadas                    | Solange Roca                          | Episodio: «Las dos vidas de Solange»                                  |
| 2011      | Volver al ruedo                | Lucila                                |                                                                       |
| 2011      | Decisiones de vida             | Pilar                                 | Episodio: «Espejos deformantes»                                       |
| 2011      | Televisión x la inclusión      | Nancy                                 | Episodio: «Esa gente»                                                 |
| 2012      | Condicionados                  | Natasha                               |                                                                       |
| 2012      | Daños colaterales              | Josefina Mujica                       |                                                                       |
| 2013      | Historia clínica               | Eva Perón                             | Episodio: «Eva Duarte de Perón: Actriz de reparto de su propio drama» |
| 2013      | Los vecinos en guerra          | Lisa Ramos / Mercedes "Mecha" Maidana |                                                                       |
| 2013      | Historias de corazón           | Valeria                               | Episodio: «¿Cómo sabemos que Romeo está enamorado de Julieta?»        |
| 2014-2015 | Noche y día                    | Martina Mendoza                       |                                                                       |
| 2015      | Conflictos modernos            | Juliana                               | Episodio: «Bien común»                                                |
| 2017      | Amar después de amar           | Carolina Fazzio                       |                                                                       |
| 2017      | Animadores                     | Ella misma                            | Episodio 10                                                           |
| 2017-2018 | Golpe al corazón               | Dra. Marcela Ríos                     |                                                                       |
| 2017-2018 | Un gallo para Esculapio        | Estela Benítez                        |                                                                       |
| 2018      | Cien días para enamorarse      | Renata Grimaldi                       |                                                                       |
| 2018      | Pasado de copas: Drunk History | Martina Céspedes                      | Episodio: «La Mayora de las invasiones inglesas»                      |
| 2019      | Tu parte del trato             | María Cortés                          |                                                                       |
| 2020      | La valla                       | Alma López-Durán                      |                                                                       |
| 2022      | Último primer día              | Victoria Duval                        |                                                                       |
| 2022      | Dos 20                         | Lucía                                 | Episodio: «Opuestos»                                                  |
| 2024      | La mente del poder             | Ana Parisi                            |                                                                       |
| 2025      | El mejor infarto de mi vida    | Isabel                                |                                                                       |

| Año  | Programa        | Rol          |
| ---- | --------------- | ------------ |
| 2022 | Aguante el cine | Presentadora |

## Teatro
| Año         | Obra                                           | Director              | Nota                                                                     |
| ----------- | ---------------------------------------------- | --------------------- | ------------------------------------------------------------------------ |
| 1983        | Annie                                          | Wilfredo Ferrán       |                                                                          |
| 1984        | Cosa de magia                                  | ?                     |                                                                          |
| 1985        | Narices                                        | Hugo Midón            |                                                                          |
| 1986        | Alta sociedad                                  | Edgardo Borda         |                                                                          |
| 1989        | Frutillitas                                    | ?                     |                                                                          |
| 1991        | El zorro                                       | Santiago Doria        |                                                                          |
| 1991        | Gipsy                                          | Víctor García Peralta |                                                                          |
| 1993        | Las amistades peligrosas                       | Cecilio Madanes       |                                                                          |
| 1996 - 1997 | Convivencia                                    | Carlos de Mateis      |                                                                          |
| 2000 - 2001 | La tempestad                                   | Luis Pascual          |                                                                          |
| 2001 - 2002 | Hombre y superhombre                           | Norma Aleandro        |                                                                          |
| 2002        | Crónica de las indias                          | Luis Rossini          |                                                                          |
| 2004        | La hija del aire                               | Jorge Lavelli         | Premio ACE por Mejor Actriz de Reparto en Comedia o Comedia Dramática    |
| 2005        | La profesión de la Señora Warren               | Sergio Renán          | Nominada - Premio ACE por Mejor Actriz Protagónica en Drama              |
| 2006        | ¿Quién le teme a Virginia Woolf?               | Luciano Suardi        |                                                                          |
| 2006        | La discreta enamorada                          | Santiago Doria        |                                                                          |
| 2007        | La hermosa gente                               | Marcelo Moncarz       |                                                                          |
| 2008        | El león en invierno                            | Jorge Azurmendi       |                                                                          |
| 2009        | Que el sol de la escena queme tu pálido rostro | Daniel Marcove        |                                                                          |
| 2009        | Chúmbale                                       | Santiago Doria        |                                                                          |
| 2010        | El descenso del monte Morgan                   | Daniel Veronese       |                                                                          |
| 2011        | El perro en la luna                            | Jorge Azurmendi       |                                                                          |
| 2012        | Las descentradas                               | Eva Halac             | Ganadora - Premio Trinidad Guevara por Mejor Actriz Protagónica en Drama |
| 2012        | Elena sabe                                     | Marcelo Moncarz       |                                                                          |
| 2012 - 2013 | Cook                                           | Daniel Veronese       |                                                                          |
| 2014        | El gran deschave                               | Luciano Suardi        |                                                                          |
| 2014        | El toque de un poeta                           | Barry Primus          |                                                                          |
| 2015 - 2016 | La maldecida de Fedra                          | Marcelo Moncarz       | Unipersonal - Premio ACE por Actuación en obra para un solo personaje    |
| 2017        | Umbrío                                         | Luciano Suardi        | Re inauguración del Complejo Teatral San Martín                          |
| 2018        | Dos más dos                                    |                       | Teatro El Nacional                                                       |
| 2018        | La maldecida de Fedra                          |                       | Unipersonal                                                              |
| 2022        | Mary para Mary                                 | Marcelo Moncarz       | Unipersonal. Teatro Picadero / Teatro Roma                               |
| 2023        | El testamento de María                         | Julio Panno           | Unipersonal. Teatro San Martín                                           |
| 2024        | La mentira                                     | Nelson Valente        | Teatro Picadero                                                          |

## Publicidades
| Publicidad | Publicidad | Publicidad                   | Publicidad           | Publicidad                     | Publicidad |
| Año        | Marca      | Producto                     | País                 | Notas                          |            |
| ---------- | ---------- | ---------------------------- | -------------------- | ------------------------------ | ---------- |
| 2018       | Teatrical  | Crema                        | Bandera de Argentina | Publicidad para televisión     |            |
| 2022       | AMIA       | Homenaje a Alberto Fernández | Bandera de Argentina | Publicidad para redes sociales |            |

## Premios y nominaciones
| Premios Martín Fierro | Premios Martín Fierro                                     | Premios Martín Fierro                 | Premios Martín Fierro | Premios Martín Fierro |
| Año                   | Categoría                                                 | Trabajo Nominado                      | Resultado             | Ref.                  |
| --------------------- | --------------------------------------------------------- | ------------------------------------- | --------------------- | --------------------- |
| 2003                  | Mejor actriz protagonista de unitario y/o miniserie       | Ciudad de pobres corazones            | Nominada              | [ 9 ]                 |
| 2010                  | Mejor actriz protagonista de novela                       | Valientes                             | Ganadora              | [ 10 ]                |
| 2011                  | Mejor actriz protagonista de novela                       | Valientes                             | Nominada              | [ 11 ]                |
| 2013                  | Mejor participación especial en ficción                   | Condicionados                         | Nominada              | [ 12 ]                |
| 2014                  | Mejor actriz protagonista de unitario y/o miniserie       | Historia clínica                      | Nominada              | [ 13 ]                |
| 2014                  | Mejor actriz protagonista de ficción diaria / telecomedia | Los vecinos en guerra                 | Nominada              | [ 13 ]                |
| 2016                  | Mejor actriz protagonista de unitario y/o miniserie       | Conflictos modernos                   | Nominada              | [ 14 ]                |
| 2018                  | Mejor actriz protagonista de ficción diaria               | Amar después de amar/Golpe al corazón | Nominada              |                       |
| 2018                  | Mejor actriz protagonista de unitario y/o miniserie       | Un gallo para Esculapio               | Nominada              |                       |

| Premios Tato | Premios Tato                              | Premios Tato            | Premios Tato | Premios Tato |
| Año          | Categoría                                 | Trabajo Nominado        | Resultado    | Ref.         |
| ------------ | ----------------------------------------- | ----------------------- | ------------ | ------------ |
| 2013         | Mejor actriz en telecomedia o novela      | Los vecinos en guerra   | Nominada     | [ 15 ]       |
| 2013         | Mejor actuación en capítulo único         | Historia clínica        | Nominada     | [ 15 ]       |
| 2017         | Mejor actriz protagónica — Ficción diaria | Amar después de amar    | Ganadora     | [ 16 ]       |
| 2017         | Mejor actriz protagónica — Unitario       | Un gallo para Esculapio | Ganadora     | [ 16 ]       |

### Premios Clarín
| Año  | Categoría             | Título    | Resultado |
| ---- | --------------------- | --------- | --------- |
| 2009 | Mejor actriz de drama | Valientes | Ganadora  |

### Premios Konex
| Año  | Categoría                  | Título            | Resultado |
| ---- | -------------------------- | ----------------- | --------- |
| 2021 | Mejor actriz de televisión | Período 2011-2020 | Ganadora  |

### Otros premios
| Año  | Premios           | Categoría                   | Título    | Resultado |
| ---- | ----------------- | --------------------------- | --------- | --------- |
| 2009 | Premios Ranking M | Mejor villana de telenovela | Valientes | Ganadora  |

### Premios ACE
| Año  | Categoría                                    | Obra                             | Resultado |
| ---- | -------------------------------------------- | -------------------------------- | --------- |
| 2005 | Mejor actriz de reparto en comedia dramática | La hija del aire                 | Ganadora  |
| 2005 | Mejor actriz                                 | La profesión de la Señora Warren | Nominada  |
| 2013 | Mejor actriz dramática                       | Las Descentradas                 | Nominada  |
| 2016 | Actuación en Obra para un solo Personaje     | La Maldecida de Fedra            | Ganadora  |
| 2018 | Mejor actriz protagónica en comedia          | Dos más Dos                      | Nominada  |

### Premios Trinidad Guevara
| Año  | Categoría                      | Obra                             | Resultado |
| ---- | ------------------------------ | -------------------------------- | --------- |
| 2005 | Actuación Protagónica Femenina | La profesión de la Señora Warren | Nominada  |
| 2013 | Actuación Protagónica Femenina | Las Descentradas                 | Ganadora  |

### Premios Florencio Sánchez[17]
| Año  | Categoría                   | Título                | Resultado |
| ---- | --------------------------- | --------------------- | --------- |
| 2015 | Obra para un solo Personaje | La maldecida de Fedra | Ganadora  |